# Perić
Perić je priimek v Sloveniji in tujini. Po podatkih Statističnega urada Republike Slovenije je na dan 1. januarja 2010 v Slovenjiji uporabljalo ta priimek 378 oseb.  

## Znani nosilci priimka
- Dejan Perić (*1970), srbsko-slovenski rokometni vratar
- Pavao Perić (1907—1978), hrvaški kipar
- Ratko Perić (1914—1985), bosansko-hercegovski general
- Uroš Perić (*1977), slovenski pianist in pevec (posnemovalec Raya Charlesa)
- Vladimir Perić, narodni heroj Jugoslavije
- Živojin Perić (1868—1953), srbski pravnik in politik